# Valentigney
Ne doit pas être confondu avec Vallentigny.
Valentigney (valɑ̃ti'ɲeː) est une commune française située dans le département du Doubs, la région culturelle et historique de Franche-Comté et la région administrative Bourgogne-Franche-Comté.
Valentigney est la 23e ville de Bourgogne-Franche-Comté, la cinquième du Doubs et la troisième de l'Agglomération de Montbéliard. La ville est un haut-lieu de l'aventure automobile française (berceau de la famille Peugeot) et de l'aéronef (avec Étienne Oehmichen).

## Géographie

### Description

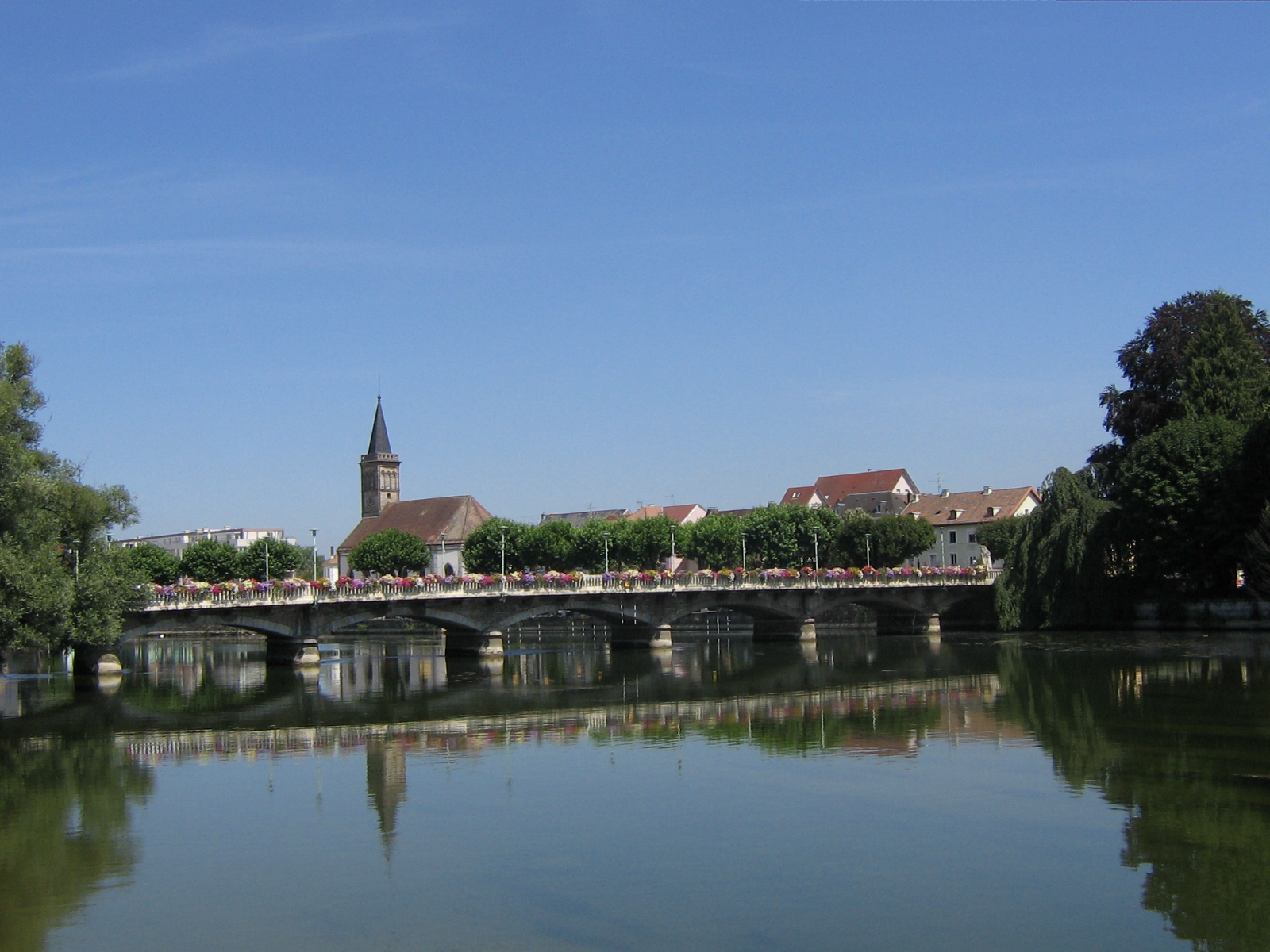
Le pont et le temple d'Audincourt, ville voisine.

Valentigney se situe sur la rive gauche du Doubs dans le pays de Montbéliard. Elle jouxte au sud Montbéliard et est située à une vingtaine de kilomètres au sud de Belfort, 70 km au nord-est de Besançon et à 57 km à l'ouest de Bâle. La frontière franco-suisse est à une douzaine de kilomètres à l'est de la ville.
Une partie de la ville est située sur la rive droite, dont le quartier des Cités blanches qui jouxte Mandeure.
Valentigney est desservie par la Compagnie de transports du Pays de Montbéliard : la ligne 1 traverse la plupart des quartiers de la ville jusqu'à son terminus dans le quartier résidentiel des Bruyères. La ligne Diam B longe le Doubs puis part en direction de Mandeure ou Audincourt. À horizon 2016 la ville sera desservie par le bus à haut niveau de service de l'agglomération : Cadencité qui reprendra le parcours de la ligne 1.
La ville est aisément accessible par l'autoroute A36

### Hydrographie
Le territoire communal est limité au nord, à l'est, au sud  et en partie à l'ouest par un méandre du Doubs, un sous-affluent du Rhône par la Saône.

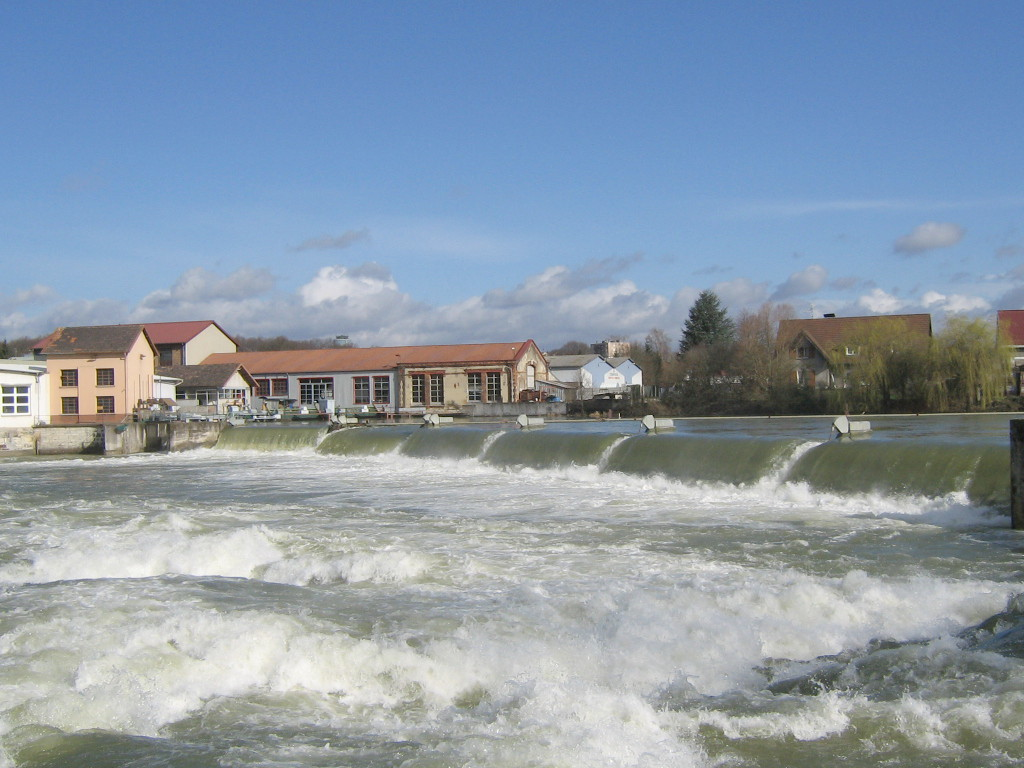
Le barrage des Forges
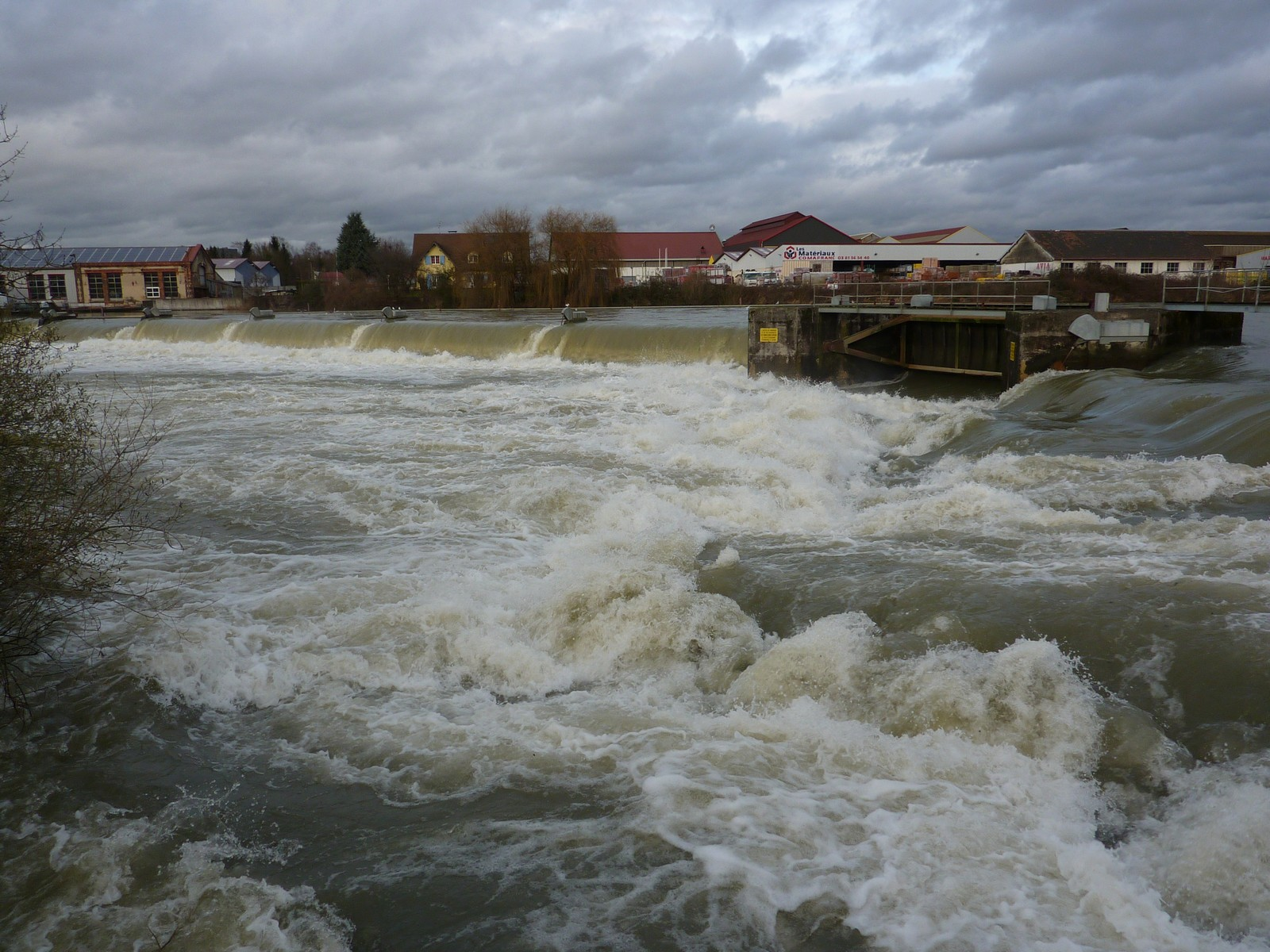
Crue du doubs le 16 décembre 2012

### Climat
Pour des articles plus généraux, voir Climat de la Bourgogne-Franche-Comté et Climat du Doubs.
En 2010, le climat de la commune est de type climat de montagne, selon une étude du Centre national de la recherche scientifique s'appuyant sur une série de données couvrant la période 1971-2000. En 2020, Météo-France publie une typologie des climats de la France métropolitaine dans laquelle la commune est dans une zone de transition entre le climat semi-continental et le climat de montagne et est dans la région climatique  Jura, caractérisée par une forte pluviométrie en toutes saisons (1 000 à 1 500 mm/an), des hivers rigoureux et un ensoleillement médiocre. 
Pour la période 1971-2000, la température annuelle moyenne est de 10 °C, avec une amplitude thermique annuelle de 17,4 °C. Le cumul annuel moyen de précipitations est de 1 221 mm, avec 12,4 jours de précipitations en janvier et 10,4 jours en juillet. Pour la période 1991-2020, la température moyenne annuelle observée sur la station météorologique de Météo-France la plus proche, « Saint-Dizier-L'eveque_sapc », sur la commune de Saint-Dizier-l'Évêque à 10 km à vol d'oiseau, est de 10,1 °C et le cumul annuel moyen de précipitations est de 1 099,4 mm. 
La température maximale relevée sur cette station est de 37 °C, atteinte le 13 août 2003 ; la température minimale est de −17,4 °C, atteinte le 20 décembre 2009,,. 
Les paramètres climatiques de la commune ont été estimés pour le milieu du siècle (2041-2070) selon différents scénarios d'émission de gaz à effet de serre à partir des nouvelles projections climatiques de référence DRIAS-2020. Ils sont consultables sur un site dédié publié par Météo-France en novembre 2022.

## Urbanisme

### Typologie
Au 1er janvier 2024, Valentigney est catégorisée grand centre urbain, selon la nouvelle grille communale de densité à 7 niveaux définie par l'Insee en 2022.
Elle appartient à l'unité urbaine de Montbéliard, une agglomération inter-départementale dont elle est une commune de la banlieue,. Par ailleurs la commune fait partie de l'aire d'attraction de Montbéliard, dont elle est une commune du pôle principal,. Cette aire, qui regroupe 137 communes, est catégorisée dans les aires de 50 000 à moins de 200 000 habitants,.

### Occupation des sols
L'occupation des sols de la commune, telle qu'elle ressort de la base de données européenne d’occupation biophysique des sols Corine Land Cover (CLC), est marquée par l'importance des territoires artificialisés (54 % en 2018), en augmentation par rapport à 1990 (49,7 %). La répartition détaillée en 2018 est la suivante : 
forêts (36,8 %), zones urbanisées (34,7 %), zones industrielles ou commerciales et réseaux de communication (19,3 %), zones agricoles hétérogènes (6,3 %), cultures permanentes (2,9 %). L'évolution de l’occupation des sols de la commune et de ses infrastructures peut être observée sur les différentes représentations cartographiques du territoire : la carte de Cassini (XVIIIe siècle), la carte d'état-major (1820-1866) et les cartes ou photos aériennes de l'IGN pour la période actuelle (1950 à aujourd'hui).

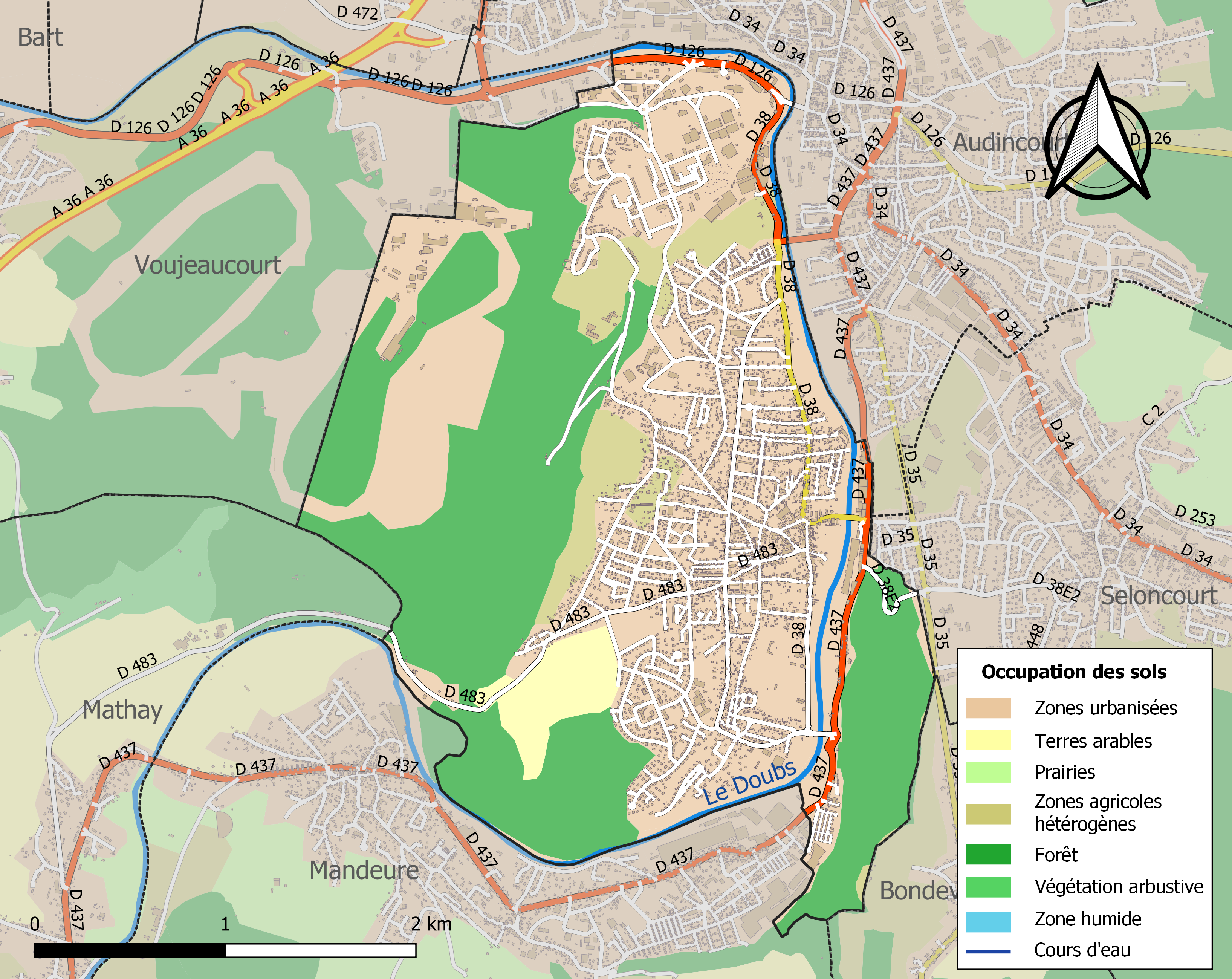
Carte des infrastructures et de l'occupation des sols de la commune en 2018 (CLC).

## Toponymie
En franc-comtois, la commune est désignée : « Velantignaie » ou « Velantaigné ». Ses habitants sont appelés les « Boroillots » et « Boroillottes » ou en patois : « Lai Boroillots » (bɔʁɔjɔ)[réf. nécessaire].
Les habitants se nomment « Boroillots » en rapport à la boroille, une sorte de petit tonneau d'une contenance d'environ 2,5 litres que les paysans emportaient avec eux, accompagné de leur casse-croûte, lorsque, obligés de traverser le Doubs à cause du manque de terres cultivables, ils se rendaient aux champs. La boroille était fabriquée exclusivement au village. Les gens des environs s'exclamaient alors, en voyant passer un villageois : « Voilà un Boroillot ! »

## Histoire

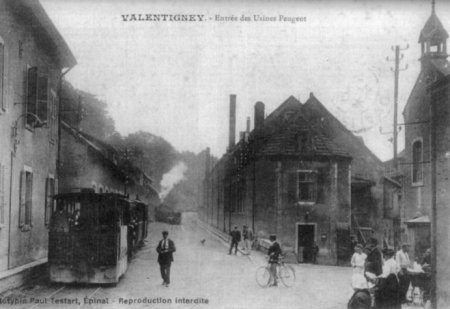
Le tramway de la Vallée d'Hérimoncourt devant l'entrée des Usines Peugeot, sans doute au tout début du XXe siècle.

Valentigney appartenait au comté de Montbéliard, rattaché à la France en 1793.
Au XIXe siècle et au début du XXe siècle, de nombreux Montbéliardais et Boroillots, ainsi que des habitants des zones voisines, ont émigré aux États-Unis, au nord-ouest de l'Ohio, en particulier le Comté de Williams[réf. nécessaire].
Valentigney a été desservie de 1888 à 1932 par la ligne Audincourt - Valentigney - Beaulieu-Mandeure  du tramway de la Vallée d'Hérimoncourt, qui suivait l'actuelle RD 437 et facilitait le déplacement des ouvriers des usines Peugeot ainsi que des marchandises le long de la ligne

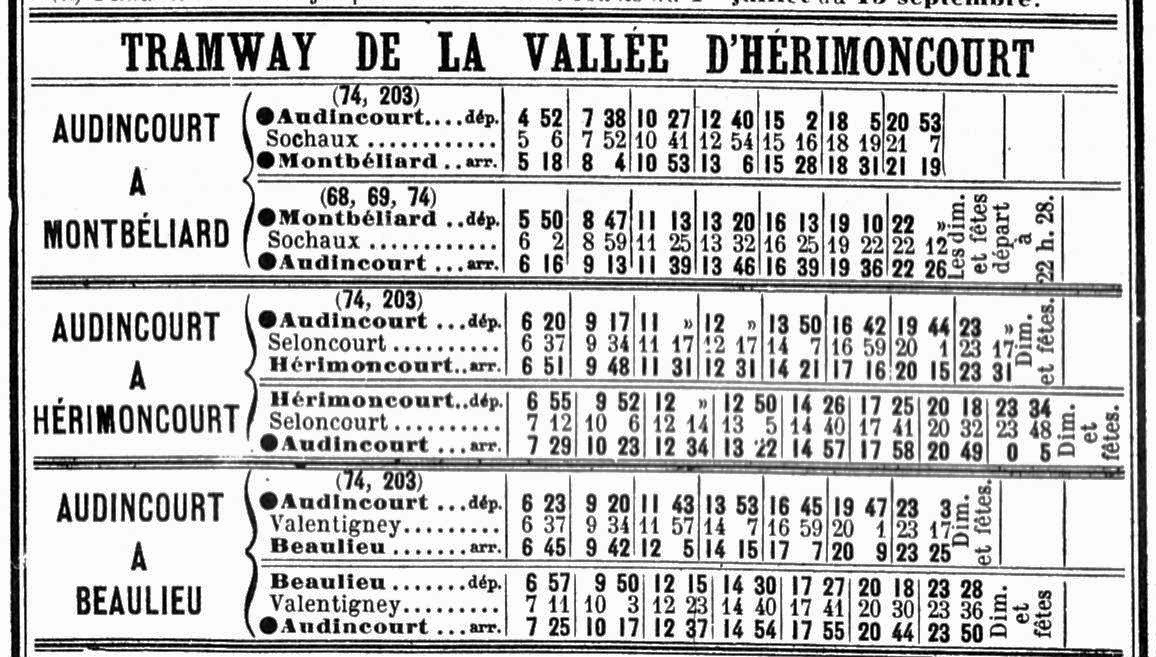
Horaires du tramway de la Vallée d'Hérimoncourt en 1914.

## Politique et administration

### Tendances politiques et résultats
Au second tour des élections municipales de 2020 dans le Doubs, la liste DVD menée par le maire sortant Philippe Gautier obtient la majorité absolue des suffrages exprimés, avec 1 381 voix (53,54 %, 26 conseillers municipaux élus dont 5 communautaires), battant de 183 voix celle  DVG menée par  Claude Françoise Saumier (1 198 voix, 46,45 %, 7 conseillers municipaux élus dont 1 communautaire), lors d'un scrutin marqué par la pandémie de Covid-19 en France où 59,91 % des électeurs se sont abstenus,.

### Liste des maires
| Période                                  | Période                       | Identité           | Étiquette      | Qualité |
| ---------------------------------------- | ----------------------------- | ------------------ | -------------- | --- |
| Les données manquantes sont à compléter. |                               |                    |                | |
| vers 1947                                | mai 1953                      | Charles Hentzler   | SFIO           | |
| mai 1953                                 | mars 1977                     | André Faitout      |                | |
| Les données manquantes sont à compléter. |                               |                    |                | |
| mars 1983                                | mars 1989                     | Louis Bianchi      | app. RPR       | Ancien cadre Peugeot, adjoint au maire (1971 → 1977) |
| mars 1989                                | mars 2001                     | Georges Massacrier | PS puis MDC    | Conseiller général de Valentigney (1982 → 1994) |
| mars 2001                                | 2004                          | Robert Guenat      | DVG            | |
| 2004                                     | mars 2008                     | André Gerwig       | DVG            | |
| mars 2008                                | avril 2014                    | Daniel Petitjean   | PS             | Retraité Vice-président de la CA du Pays de Montbéliard |
| avril 2014                               | En cours (au 16 juillet 2020) | Philippe Gautier   | UMP → LR → HOR | Vice-président de Pays de Montbéliard Agglomération (2014 → 2020) Président de l'Agence de développement et d'urbanisme de PMA Réélu pour le mandat 2020-2026 |

## Population et société

### Démographie
L'évolution du nombre d'habitants est connue à travers les recensements de la population effectués dans la commune depuis 1793. Pour les communes de plus de 10 000 habitants les recensements ont lieu chaque année à la suite d'une enquête par sondage auprès d'un échantillon d'adresses représentant 8 % de leurs logements, contrairement aux autres communes qui ont un recensement réel tous les cinq ans,.

En 2022, la commune comptait 10 624 habitants, en évolution de +2,34 % par rapport à 2016 (Doubs : +1,88 %, France hors Mayotte : +2,11 %).
| 1793 | 1800 | 1806 | 1821 | 1831 | 1836 | 1841 | 1846  | 1851  |
| ---- | ---- | ---- | ---- | ---- | ---- | ---- | ----- | ----- |
| 472  | 189  | 516  | 612  | 808  | 883  | 976  | 1 002 | 1 016 |

| 1856  | 1861  | 1866  | 1872  | 1876  | 1881  | 1886  | 1891  | 1896  |
| ----- | ----- | ----- | ----- | ----- | ----- | ----- | ----- | ----- |
| 1 023 | 1 272 | 1 331 | 1 573 | 2 014 | 2 223 | 2 530 | 2 823 | 3 493 |

| 1901  | 1906  | 1911  | 1921  | 1926  | 1931  | 1936  | 1946  | 1954  |
| ----- | ----- | ----- | ----- | ----- | ----- | ----- | ----- | ----- |
| 4 124 | 4 367 | 5 001 | 5 115 | 5 579 | 5 875 | 5 488 | 5 256 | 5 723 |

| 1962   | 1968   | 1975   | 1982   | 1990   | 1999   | 2006   | 2011   | 2016   |
| ------ | ------ | ------ | ------ | ------ | ------ | ------ | ------ | ------ |
| 11 241 | 12 895 | 14 894 | 14 362 | 13 133 | 12 486 | 11 531 | 11 155 | 10 381 |

| 2021   | 2022   | - | - | - | - | - | - | - |
| ------ | ------ | - | - | - | - | - | - | - |
| 10 765 | 10 624 | - | - | - | - | - | - | - |

### Enseignement
La ville accueille[Quand ?] six écoles maternelles, quatre écoles primaires, un collège (collège des Bruyères, accueillant depuis 2006 les élèves de l'ancien collège des Tâles) et un lycée (lycée Armand Peugeot)[réf. nécessaire].

### Santé
L'hôpital le plus proche est l'hôpital Nord Franche-Comté situé à Trévenans, dans le sud du Territoire de Belfort (département voisin),.

## Économie

### Entreprises
Le sous-traitant Peugeot-Japy y est installé et, en 2020, emploie 245 personnes. En juillet 2020, la société est placée en redressement judiciaire.

### Données INSEE 2017.
Emploi  total (salarié et non salarié) : 2 391
Taux de chômage 15 à 64 ans : 21,7 %
Part des ménages imposés à l'impôt sur le revenu : 43 %
Taux de pauvreté : 19 %

## Culture locale et patrimoine

### Lieux et monuments
- Le musée de la paysannerie et des vieux métiers, face à la mairie, offre un aperçu de la ville telle qu'elle était au XVIIIe siècle.
- La bibliothèque du centre-ville de Valentigney offre sur son pan droit le prototype de l'hélicoptère inventé par Étienne Oehmichen, structure métallique suspendue et attachée au mur.
- La maison d'Étienne Œhmichen.
- Le Temple protestant et son orgue[32].
- Le monument aux morts de tous les conflits avec sa pietà laïcisée[33].
- La montre XXL de Jean-Louis Muths[34],[35]

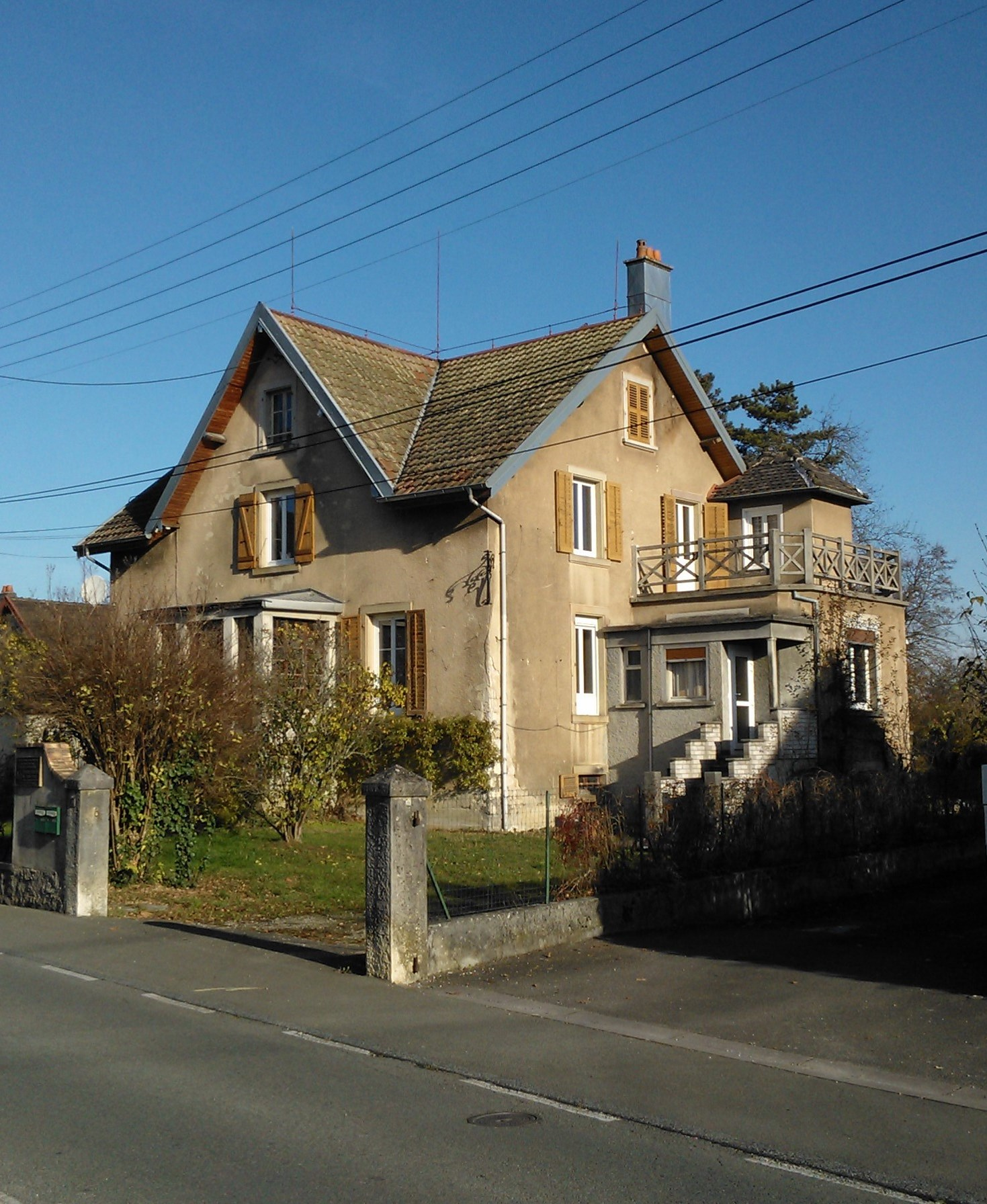
La maison d'Étienne Œhmichen à Valentigney.
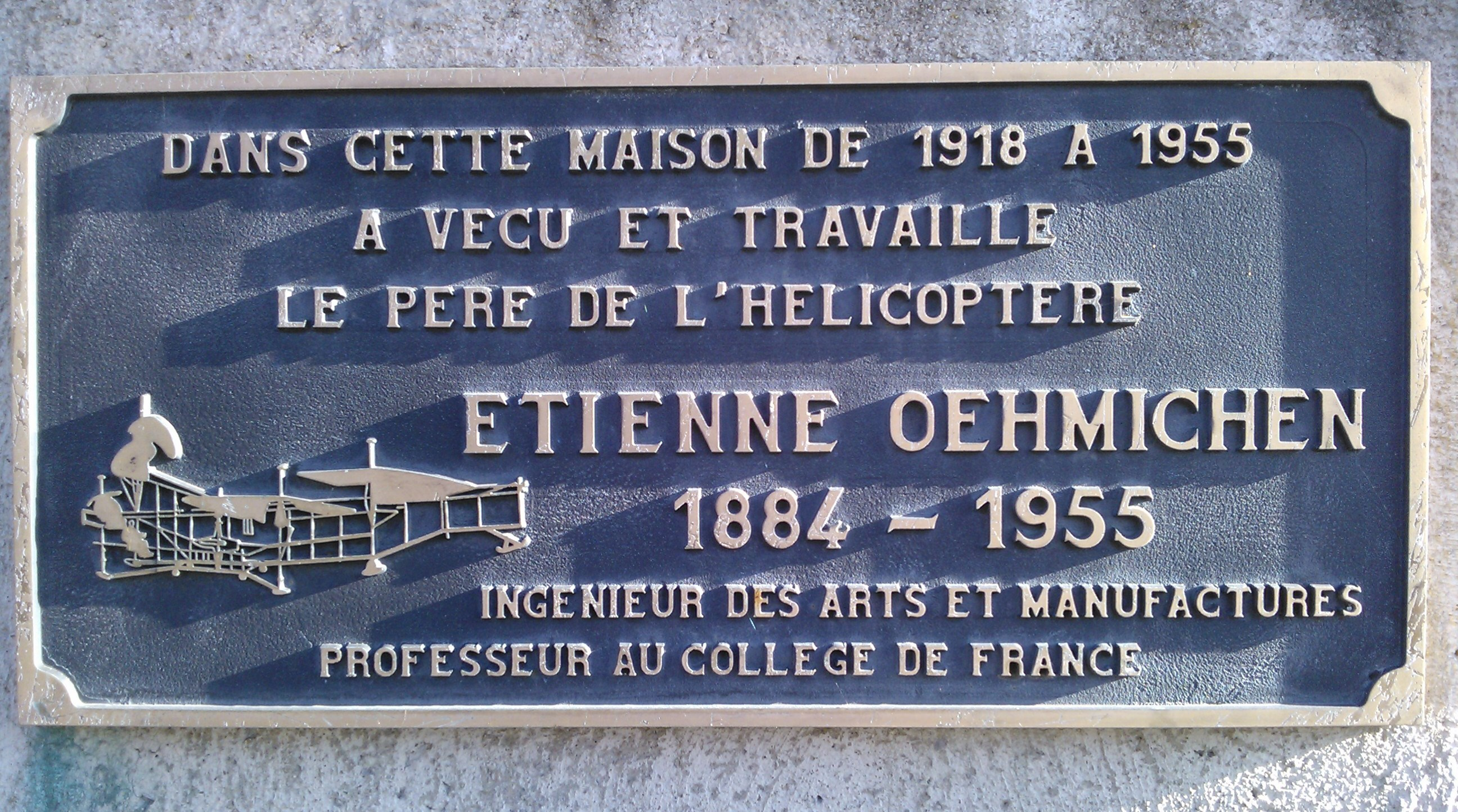
Plaque commémorative sur la maison d'Œhmichen.

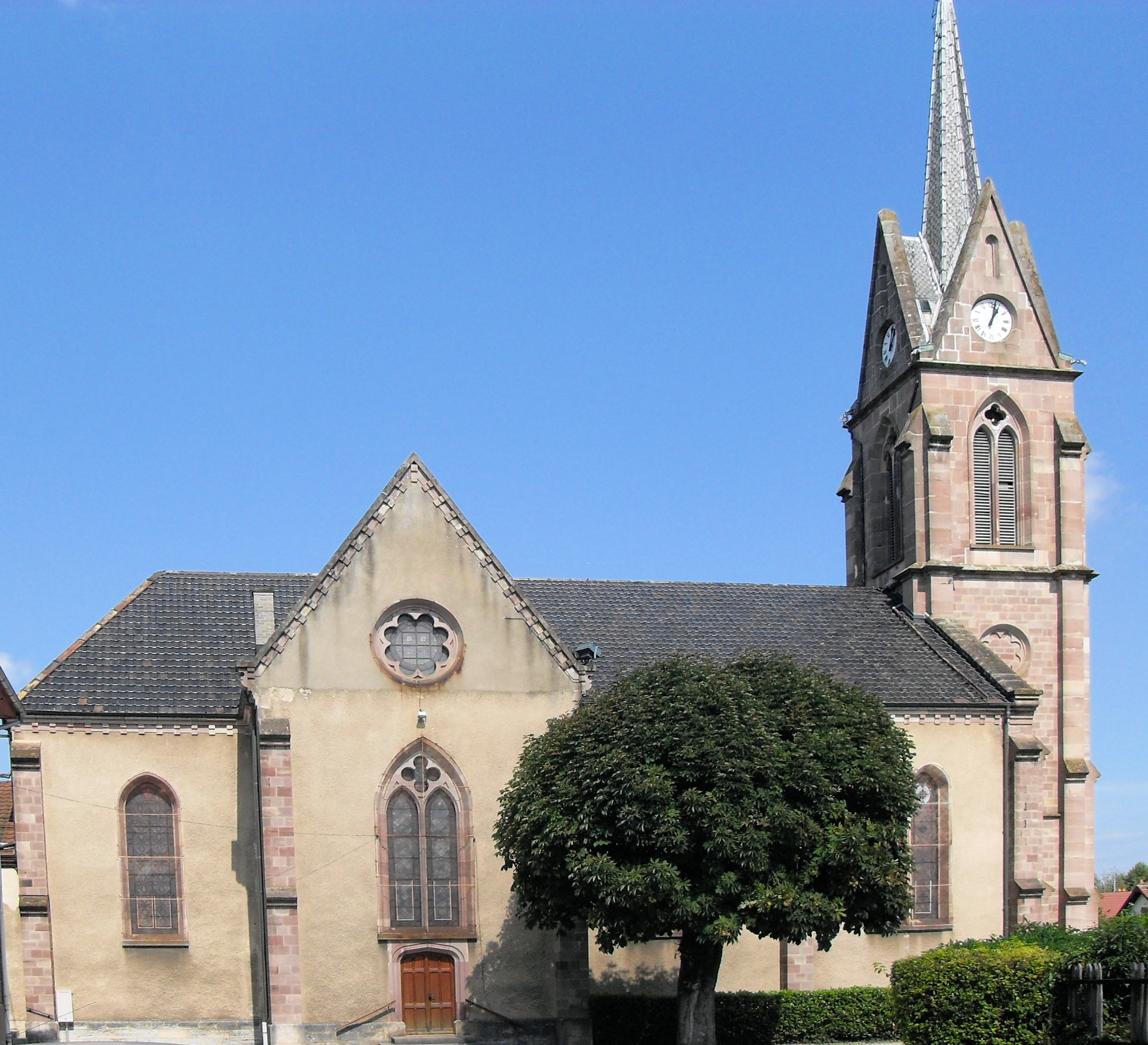
Temple protestant de Valentigney.
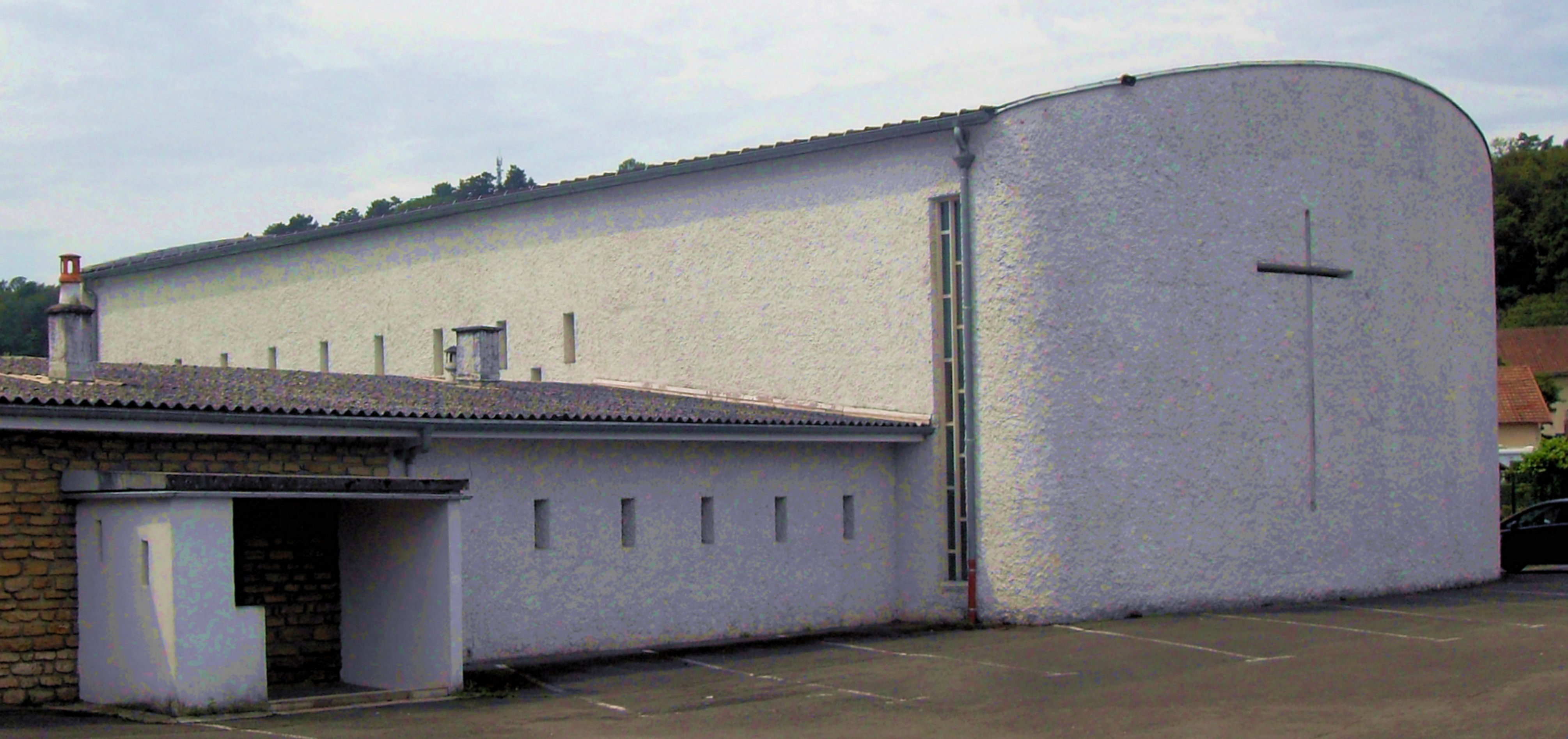
Chapelle Notre-Dame de Valentigney.
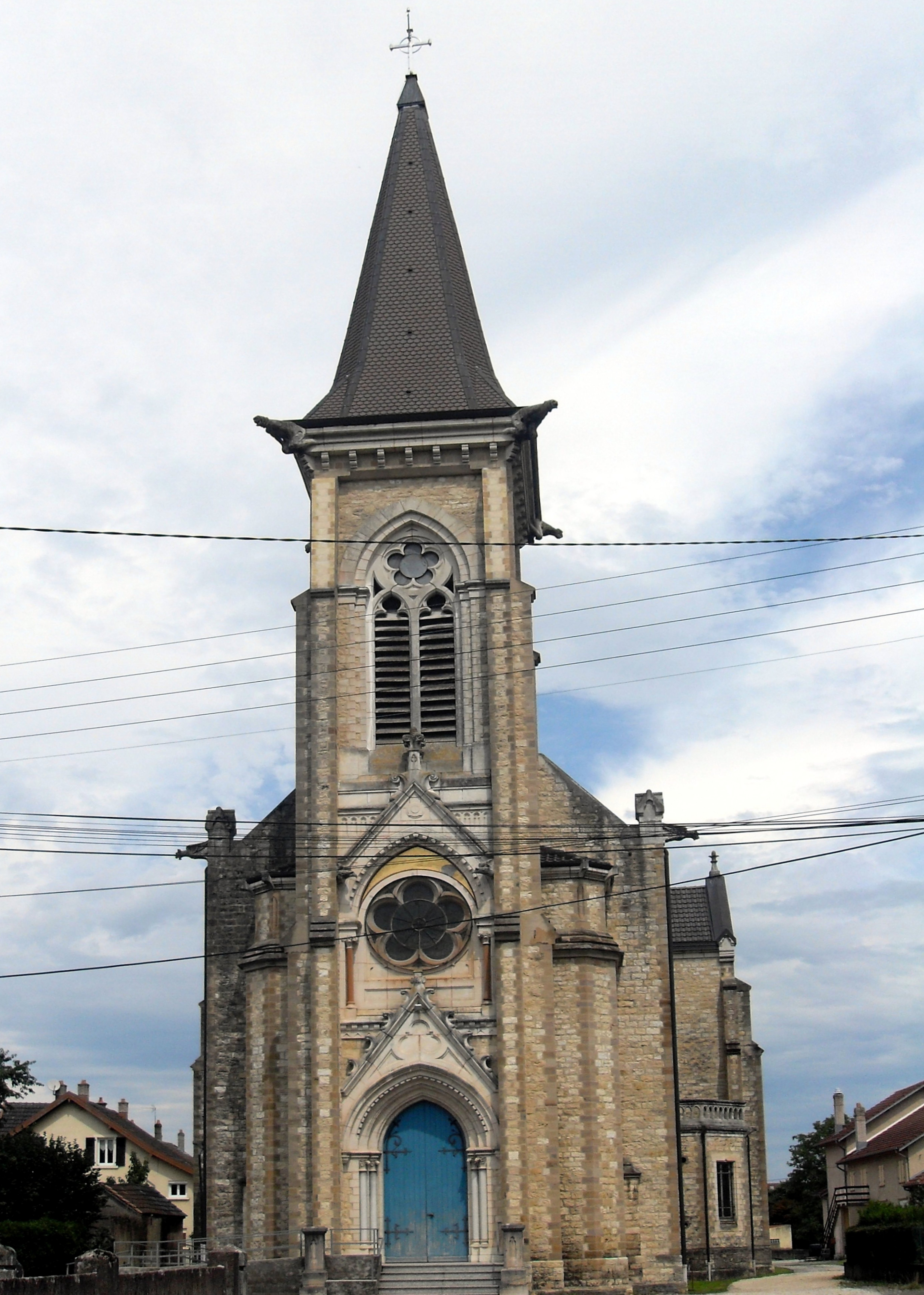
Église catholique Saint-Michel

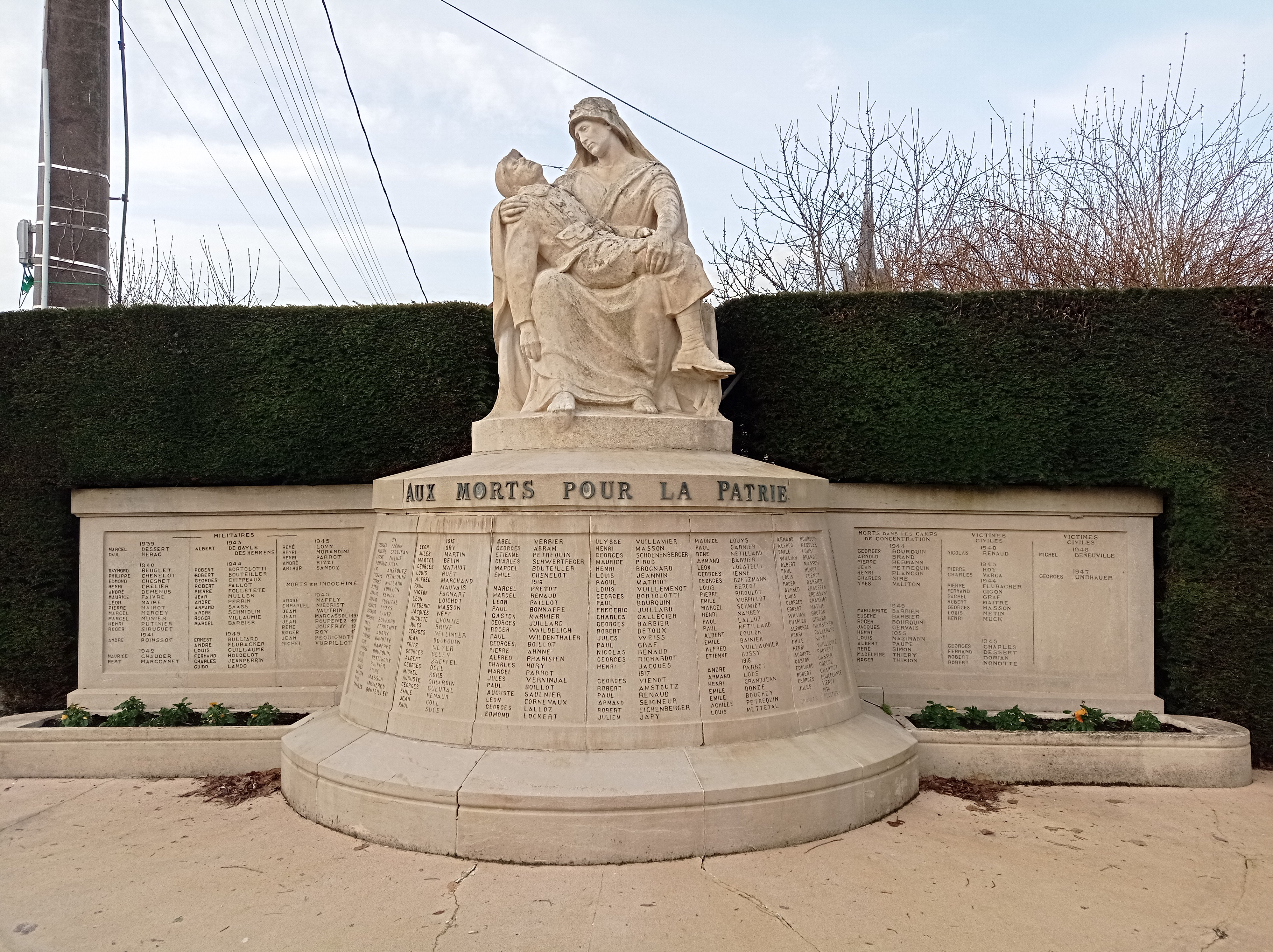
Le monument aux morts de Valentigney.
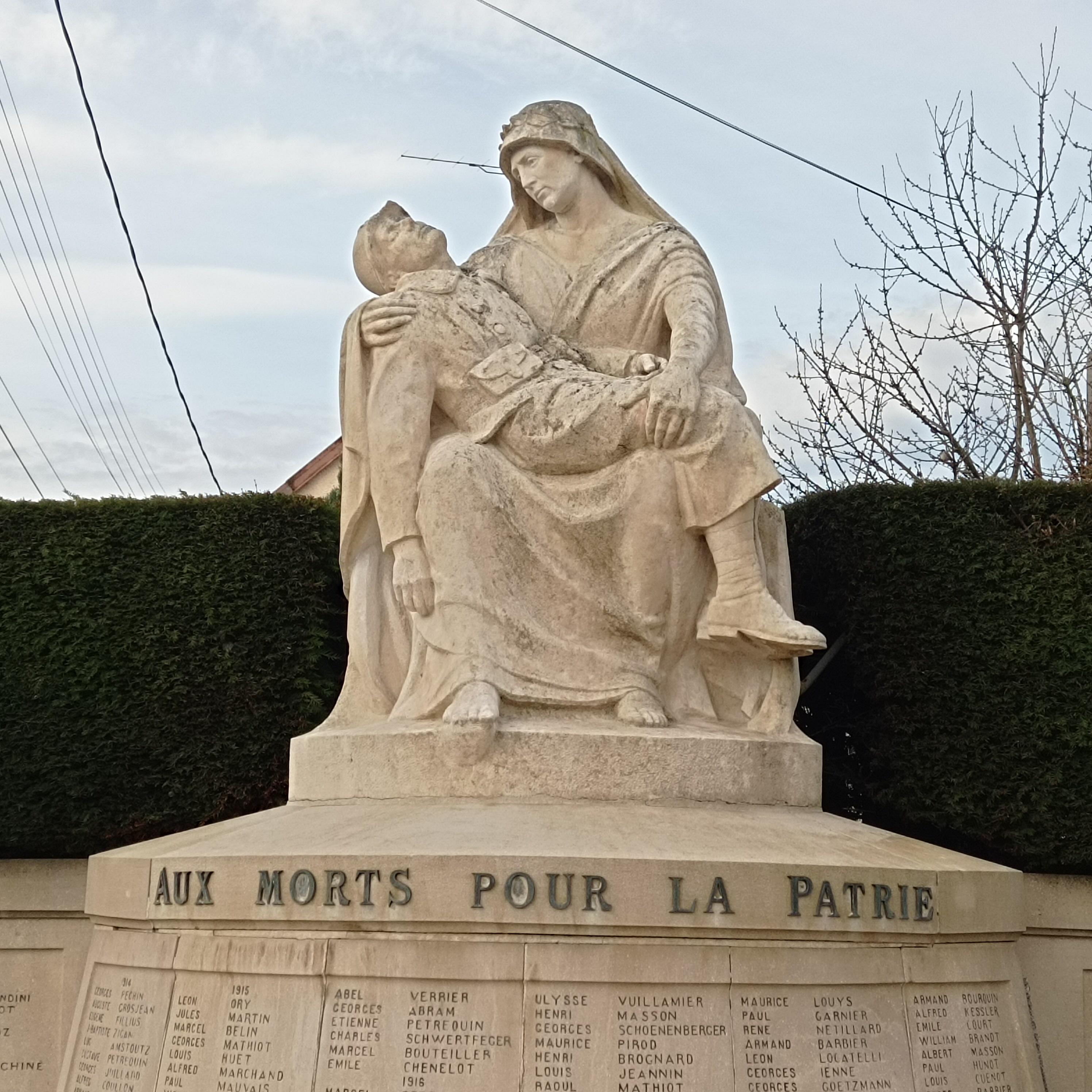
La Pietà du monument aux morts, de Henri Vallette.

### Personnalités liées à la commune

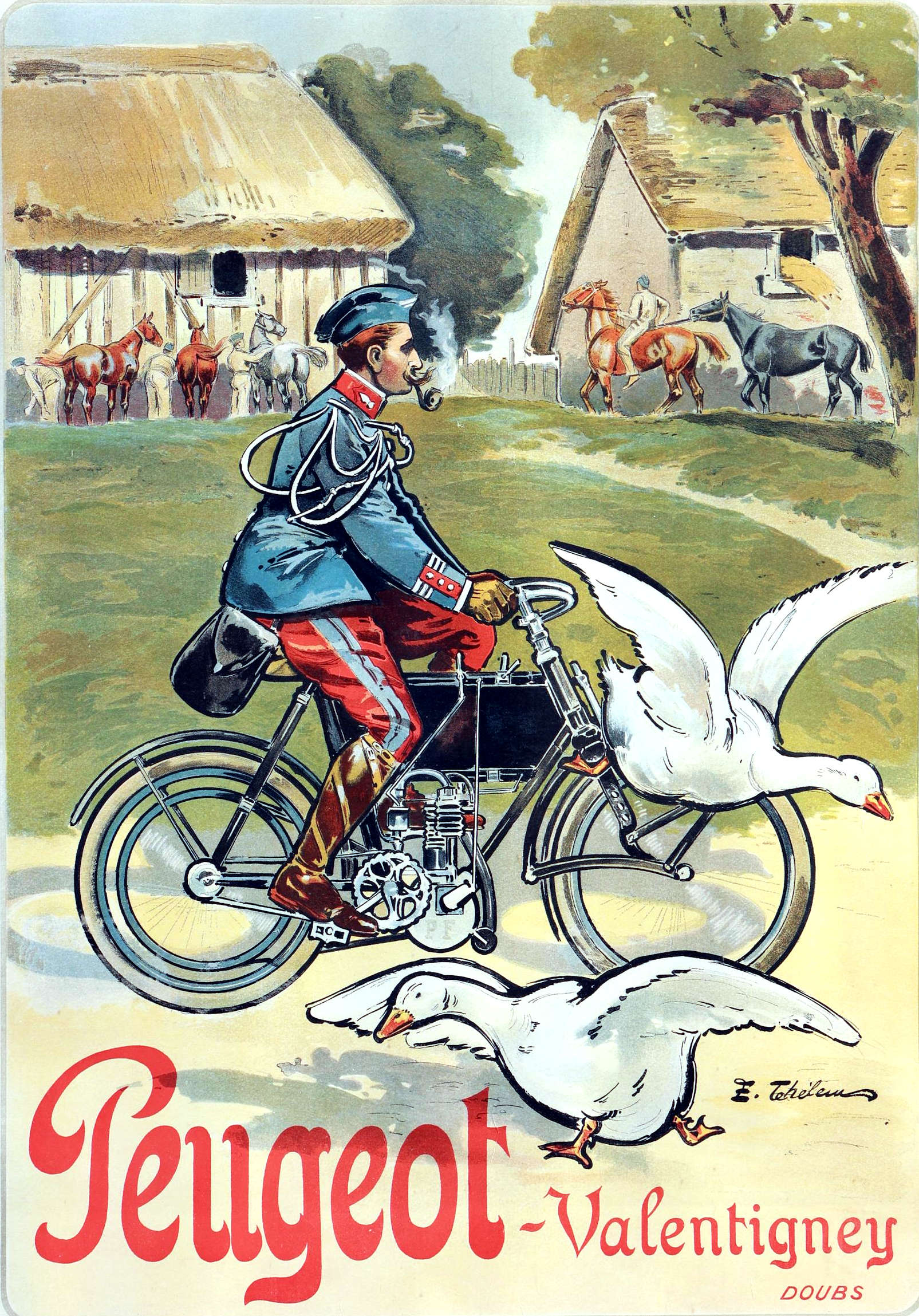
Cycles Peugeot - Valentigney (1903) par Thélem.

- Louis Vuillequez : peintre et illustrateur né en 1894[36].
- Georges Boillot : pilote automobile Peugeot.
- Jules Goux : premier pilote automobile européen à remporter les 500 miles d'Indianapolis en 1913 (sur Peugeot).
- Jean Pheulpin : graveur et dessinateur de timbres-poste.
- La famille Peugeot[37].
- Étienne Œhmichen : boucle en 1924 le premier kilomètre en circuit fermé en hélicoptère, après le premier vol en hélicoptère de Paul Cornu en 1907.
- Blanche Eugénie Bruot Hower : avocate, féministe, députée républicaine de l'État de l'Ohio en 1935 (commune de Akron), née à Valentigney en 1862[38].
- Jean-Luc Lagarce, auteur et metteur en scène de théâtre.
- Marie Madeleine Pourchot, Romancière et mère d'Alain Souchon
- Joël Pelier : coureur cycliste né en 1962 à Valentigney. Il a remporté une étape au Tour de France 1989.
- Harry Rée : résistant anglais, chef du groupe Stockbroker.
- Nora Zaïdi, ancienne (1989-1994) députée européenne, conseillère municipale (2001-2008).
- No Fuck Bébé, groupe de rock issue de la cité des Buis.